# 庄逢辰
莊逢辰（1932年1月28日—），本名熙，字逢辰，中国火箭发动机和工程热物理专家。

## 生平
生于江苏常州。1956年毕业于哈尔滨工业大学动力机械系。装备指挥技术学院教授。2001年当选为中国科学院院士。